# Aeroportul Ubatuba
Aeroportul Ubatuba (IATA: UBT, ICAO: SDUB) este un aeroport din Ubatuba, São Paulo, Brazilia ce deservește zona Ubatuba. Aeroportul a fost tranzitat în 2021 de 273 de pasageri.
Situat la o altitudine de 3 m, aeroportul dispune de 1 pistă. Este operat de Departamento Aeroviário do Estado de São Paulo⁠(d).

## Infrastructură

### Piste
Aeroportul dispune de o singură pistă. Pista 9/27 are suprafața de asfalt și dimensiunile 940 m × 30 m. 